# Zmowa (film 1988)
Zmowa – polski film kryminalny z 1988 roku w reżyserii Janusza Petelskiego.

## Fabuła
Noc wigilijna 1976 roku. We wsi w nowo powstałym województwie tarnobrzeskim miejscowy autobus potrąca młode małżeństwo i dwunastoletniego chłopca. W obecności licznych świadków ofiary zostają dobite kluczem do kół. W następstwie tej zbrodni wszystkich mieszkańców wsi łączy zmowa milczenia. Dramatyczny scenariusz swobodnie oparto na autentycznym przypadku bulwersującej sprawy połanieckiej z 1976 roku.

## Obsada
- Bogusław Sochnacki – jako Wacław Koliba, ojciec Krystyny Tomaszek
- Ewa Szykulska − jako Kolibowa, matka Krystyny
- Magdalena Gniazdowska(inne języki) – jako Krystyna Tomaszek, ofiara zbrodni
- Jerzy Łapiński − jako Jan Siejba
- Stanisława Celińska − jako Siejbowa, żona Jana
- Czesław Nogacki – jako Józef Adamiak, szwagier Siejby
- Adam Ferency − jako Władysław Sitek, sąsiad Siejbów
- Artur Pontek − jako Stasio Sitek
- Danuta Kowalska – jako Janka Sitkowa
- Sylwester Maciejewski – jako kierowca autobusu Boguś Witkowski
- Leopold Matuszczak − jako Kazimierz Witkowski, ojciec Bogusia
- Ewa Frąckiewicz − jako Gienia Witkowska, matka Bogusia
- Justyna Zbiróg – jako Irka Bielak, narzeczona Bogusia Witkowskiego
- Włodzimierz Musiał – jako ormowiec Henryk Bielak
- Jacek Lenartowicz – jako taksówkarz Kurnicki, zięć Siejby
- Stanisław Michalski – jako gajowy Dragan
- Jan Jurewicz – jako prokurator rejonowy
- Bożena Wróbel − jako Jola, sekretarka prokuratora
- Zbigniew Buczkowski – jako ksiądz
- Wiesław Małachowski − jako Stelmach
- Jacek Domański − jako porucznik MO
- Marek Frąckowiak − jako Wiśniak, pracownik prosektorium
- Igor Michalski − jako prokurator wojewódzki
- Marcin Troński − jako wojewoda
- Barbara Bargiełowska – jako sędzia w Warszawie
- Marek Walczewski − jako VIP
- Jerzy Kamas – lektor[1]